# راي روجرز (نقابي)
راي روجرز (بالإنجليزية: Ray Rogers)‏ هو نقابي أمريكي، ولد في 31 مارس 1944 في بيفرلي في الولايات المتحدة.

## وصلات خارجية
- راي روجرز على موقع IMDb (الإنجليزية)
- راي روجرز على موقع قاعدة بيانات الفيلم (الإنجليزية)